# Aleksandr Mikhailovitj Ljapunov
Aleksandr Mikhailovitj Ljapunov (født 6. juni 1857, død 3. november 1918) var en russisk matematiker, mekaniker og fysiker. Hans efternavn er undertiden romaniseret som Lyapunov, Liapunov, Liapounoff eller Ljapunow. Han var søn af astronomen Mikhail Ljapunov og bror til pianisten og komponisten Sergej Ljapunov.